# Rorschwihr
Rorschwihr – miejscowość i gmina we Francji, w regionie Grand Est, w departamencie Górny Ren.
Według danych na rok 1990 gminę zamieszkiwało 350 osób, a gęstość zaludnienia wynosiła 142 osób/km² (wśród 903 gmin Alzacji Rorschwihr plasuje się na 559. miejscu pod względem liczby ludności, natomiast pod względem powierzchni na miejscu 644.).